# Soyuz T-4
Soyuz T-4 fue una misión espacial soviética tripulada realizada en una nave Soyuz T. Fue lanzada el 12 de marzo de 1981 desde el cosmódromo de Baikonur mediante un cohete Soyuz hacia la estación Salyut 6 con dos cosmonautas a bordo.
Los objetivos de la misión consistieron en hacer reparaciones en la Salyut 6 y en realizar pruebas de los sistemas de a bordo durante un vuelo tripulado y durante el acoplamiento a la Salyut 6 y varios experimentos científicos.

## Tripulación
- Vladimir Kovalyonok (Comandante)
- Viktor Savinykh (Ingeniero de vuelo)

### Tripulación de sustitución
- Vyacheslav Zudov (Comandante)
- Boris Andreyev (Ingeniero de vuelo)